# Mowag Piranha IB 4×4
Der Mowag Piranha IB 4×4 war ein Radpanzer aus Schweizer Produktion.

## Geschichte und Entwicklung
Zur Komplettierung der Piranha 1 Familie wurde 1974 der Piranha IB 4×4 als leichtes Fahrzeug mit der Aufgabe eines schnellen Aufklärungs- und Eingreiffahrzeugs konzipiert, welches unter anderem die Fähigkeit besass, dank zweier Schiffsschrauben an amphibischen Landungen teilnehmen zu können. Ausserdem konnte es sich in ABC-verseuchtem Gebiet fortbewegen. Nebst der militärischen Version des Piranha 4×4 wurde auch eine Version für Polizeibedürfnisse entworfen. Daneben wurden vom Piranha 4×4 auch der Mowag Grenadier und der Mowag Spy abgeleitet. Der Prototyp des Piranha 4×4 IB durchlief zahlreiche Tests und erhielt unterschiedliche Ausrüstungen sowie verschiedene Motoren. Durch die rasante technische Entwicklung sowie Anpassungen der Anforderungen an militärische Fahrzeuge wurde kein Piranha mit Benzinmotor verkauft.
Der Prototyp steht heute im Schweizerischen Militärmuseum Full.